# Dorithia consacculana
Dorithia consacculana är en fjärilsart som beskrevs av Brown 1991. Dorithia consacculana ingår i släktet Dorithia och familjen vecklare. Inga underarter finns listade i Catalogue of Life.